# 买买提里·托赫塔吉
买买提里·托赫塔吉（1901年—1937年），笔名陶皮克（意为“择正道者”），故又称买买提里·陶皮克（維吾爾語：مەمتىلى تەۋپىق‎，拉丁维文：Memtili Tewpiq），男，维吾尔族，新疆省阿图什县人，维吾尔新式教育奠基者、诗人、音乐家。

## 生平
买买提里·托赫塔吉童年时曾在家乡的新式学校上学，自幼喜爱文学和音乐。1920年随父亲在伊犁、塔城等地行医，其间在民间自编自唱歌曲，深切同情维吾尔族人民的悲惨境地。他当时用笔名“陶皮克”创作的诗歌，在伊犁、喀什、塔城等地流传甚广。
买买提里·托赫塔吉和喀什的阿不都哈迪尔大毛拉都是当时的开明人士，他们明确指出迷信与无知对维吾尔民族和社会的危害严重，公开同保守主义斗争。
1924年，维吾尔族开明学者阿不都哈迪尔大毛拉在喀什遭反动势力暗杀，买买提里·托赫塔吉作诗悼念，引起反动派忌恨，遭监视。随即他出走苏联，曾经在莫斯科东方大学学习。1926年，他转赴土耳其，曾经在伊斯坦布尔教师培训学校学习，并且在小学任教。1932年回到中国新疆，在阿图什、喀什等地创办新式学校，发展维吾尔族新式教育。其间，他将自己写的不少诗配上乐曲，教学生演唱。1937年，他在喀什被盛世才的喀什当局逮捕并投入监狱。同年，盛世才的喀什当局弃喀什城逃跑时，烧毁喀什监狱，买买提里·托赫塔吉等人在狱中被烧死。